# Ла Мальфа, Уго
У́го Ла Ма́льфа (итал. Ugo La Malfa; 16 мая 1903, Палермо — 26 марта 1979, Рим) — итальянский политик и государственный деятель.

## Биография
Родился в Палермо (Сицилия) в семье офицера полиции (мать происходила из зажиточной семьи, уже пришедшей в упадок) старшим из трёх детей. После окончания средней школы поступил на юридический факультет Университета Палермо, затем переехал в Венецию, чтобы поступить на факультет экономических и коммерческих наук Университета Ка-Фоскари на факультет дипломатических наук.
Во время учебы в университете под влиянием идей и работ Бенедетто Кроче, Джустино Фортунато и Гаэтано Сальвемини установил контакты с «Республиканским движением Тревизо» и другими антифашистскими группами. В 1924 переехал в Рим чтобы пройти стипендиальный курс итало-американской торговли. Участвовал в основании «Голиардского союза за свободу», который просуществовал очень недолго, но получил достаточный авторитет. 14 июня 1925 принял участие в первой конференции Национального демократического союза, основанного Джованни Амендолой. Позже движение было объявлено фашистским правительством Муссолини незаконным. В 1926 окончил университет, защитив диссертацию по гражданскому процессуальному праву («О некоторых юридических характеристиках договора о подсудности, арбитраже, примирении в межсоюзных, межиндивидуальных и международных правах»). Уклонился от приглашения поступить на юридический факультет университета и несколько месяцев проработал в Римской торговой палате.
С сентября 1926 служил в армии служил в артиллерийской офицерской школе в Палермо, был понижен в звании и переведён в артиллерийский штрафной полк на Сардинии за распространение антифашистского журнала «Пьетре», но уже в январе 1927 демобилизован по состоянию здоровья. Вернулся в Рим и был принят на работу в только что образованный Национальный институт экспорта. В 1928 он был среди арестованных по обвинению в планировании убийства итальянского короля Виктора Эммануила III, после взрыва 12 апреля на ярмарке Милана, но был освобождён после допроса, однако уволен с работы. С марта 1930 работал редактором раздела «Промышленность» итальянской энциклопедии. Здесь он также познакомился с сицилийкой Орсолой Коррадо, работавшей делопроизводителем, на которой женился в июле 1934. В том же году был принят на работу заместителем начальника исследовательского отдела (с 1938 начальником) миланского Итальянского коммерческого банка (Banca Commerciale Italiana).
В 1930-е интенсивно работал в качестве связного между различными антифашистскими группами, над созданием сети, которая позже образовала Партию действия. В 1942 был одним из основателей и организаторов этой партии, объединившей часть умеренного левого крыла антифашистского движения. Играл центральную роль в написании программы этой партии, предусматривавшей переход к республике, административную децентрализацию, национализацию крупных финансово-промышленных и страховых комплексов, свободу экономической инициативы для мелких индивидуальных предприятий и объединений, радикальную аграрную реформу, свободу профсоюзов и участие рабочих в прибыли компаний, отделение государства от церкви и европейскую федерацию. 1 января 1943 года сумел опубликовать первый подпольный номер газеты L’Italia libera; в том же году был вынужден уехать в Швейцарию)(где имел частые встречи с А. Даллесом, главой американских спецслужб в этой стране), чтобы избежать ареста фашистской полицией. По возвращении после освобождения Рима принял участие в Комитете национального освобождения, где представлял Партию действия. Выражал линию непримиримости в институциональном вопросе, которая представляла собой альтернативу прокоммунистической линии Пальмиро Тольятти.
В июне-декабре 1945 был министром транспорта в правительстве Ферруччо Парри, в декабре — министром реконструкции, в декабре 1945 — феврале 1946 — новое министерство внешней торговли. Ушёл в отставку в день своего выхода из Партии действия.
В 1946 избран в Учредительное собрание от партии Демократическая республиканская концентрация, которую он сам основал вместе с Ф. Парри. В том же году привёл партию к слиянию с Итальянской республиканской партией (ИРП), в которой был кооптирован в руководство.
В апреле 1947 был назначен представителем Италию в Международном валютном фонде. В следующем году стал вице-президентом МВФ.
Вместе с этим не оставил активной политики. В 1947 принял на себя временный секретариат ИРП. 18 июня 1948 году был избран депутатом Палаты депутатов по округу Эмилия-Романья и непрерывно занимал кресло депутата парламента до своей смерти 26 марта 1979.
С июля по декабрь 1949 возглавлял делегацию в Москве, которой было поручено урегулировать вопрос о репарациях, причитающихся Советскому Союзу, и 11 декабря подписал договор о торговле и мореплавании между двумя странами.
В 1950 занял пост министра без портфеля, которому было поручено провести реорганизацию IRI (Институт промышленной реконструкции (аббревиатура IRI) был государственным экономическим органом с функциями промышленной политики), который стал точкой опоры государственного вмешательства в итальянскую экономику. Эту основополагающую для судьбы итальянской экономики работу он завершил в 1951.
В апреле 1951 — июле 1953 министр внешней торговли в правительстве Альчиде Де Гаспери. Благодаря его усилиям был разработан и принят декрет о либерализации внешней торговли, установлено 10-процентное снижение всех таможенных пошлин и отменены квоты на 98 % товаров, ввозимых из других стран Европы. Этот шаг имел историческое значение: прервав протекционистскую политику, имевшую давнее прошлое в Италии, оно подвергло итальянскую промышленную систему испытанию иностранной конкуренцией и стремилось улучшить сельское хозяйство отсталого юга. Эти шаги встретили активную оппозицию со стороны профсоюзов страны и вызвали острую полемику, но оказались одной из главных предпосылок последующего «итальянского экономического чуда» 1950-х.
В 1952 безуспешно предложил «программное учредительное собрание» светских партий. С 1953 по 1958 был председателем Комитета по торговым договорам и таможенному законодательству Палаты депутатов. С 1956, укореняя республиканскую культуру в демократических традициях, разрабатывал стратегию левоцентристов и вопросы сотрудничества с Итальянской социалистической партией (ИСП) с двойной целью: расширения демократической основы государства и инициирования политики реформ.
В 1959 взял на себя руководство партийным печатным органом La Voce Repubblicana. В феврале 1962 — июне 1963 был министром бюджета и экономического планирования в правительстве Аминторе Фанфани. На этом посту выступал за политику доходов, поддержке сельскохозяйственного сектора; индустриализации на юге и вдоль побережья Адриатики; потреблении и развитии общественных услуг, в частности, сфер образования, здравоохранения, социальное обеспечения и управления земельными ресурсами. Способствовал принятию правительством решения о национализации электроэнергетики.
В 1963—1965 — председатель Комиссии по бюджету и государственным инвестициям Палаты депутатов парламента.
В феврале 1970 отказался от приглашения Эмилио Коломбо занять пост министра финансов, так как не видел стратегического плана финансирования реформ систем высшего образования, здравоохранения, транспорта и жилья.
В июле 1973 — марте 1974 министр казначейства в правительстве Мариано Румора. Подал в отставку из-за разногласий по условиям кредита от МВФ.
В ноябре 1974 — феврале 1976 заместитель председателя Совета министров в правительстве Альдо Моро. Поддержал главу правительства в необходимости диалога с Итальянской коммунистической партией (ИКП), возглавляемой Энрико Берлингуэром. В период с 1976 по 1979 был убеждённым сторонником политики «национальной солидарности», направленной на то, чтобы вывести ИКП в область легитимности. Ла Мальфа осознавал растущие трудности демократической системы и положительно оценивал идеологический и политический пересмотр в сторону еврокоммунизма, который Энрико Берлингуэр внёс в ИКП. Он взялся сделать новые взгляды ИКП известными и за границей, например, статьей в престижном американском журнале «Foreign Affairs» весной 1978.
Также был секретарем Итальянской республиканской партии с марта 1965 по февраль 1975 и её председателем с 1975. Тогда же партия вошла в федерацию либеральных и демократических партий Европы, в то время как левое крыло требовало вхождения в Социалистический интернационал.
В 1978 его действия были решающими в решении Италии присоединиться к Европейской валютной системе; в том же году, в период похищения Альдо Моро, был одним из самых активных сторонников так называемого «фронта твёрдости», враждебно настроенного к любым формам переговоров с «Красными бригадами».
Потерпев поражение на президентских выборах 1978 года из-за жёсткого противодействия лидера социалистов Беттино Кракси, сыграл важную роль в избрании Сандро Пертини на пост президента республики.
После падения правительства Джулио Андреотти в январе 1979 С. Пертини поручил ему исследовать возможность получения парламентского большинства с дальнейшим формированием правительства. Назначение не имело положительного результата, но Ла Мальфа остался первым с 1945 года не-христианским демократом, получившим мандат на формирование правительства. 21 марта 1979 он стал заместителем председателя Совета Министров и министром бюджета и экономического планирования в новом правительстве Дж. Андреотти.
24 марта 1979 у него произошло кровоизлияние в мозг, 26 марта он скончался.
Имел прозвище «Кассандра итальянской политики». Был сторонником экономического планирования.
В его честь в Риме названа площадь.
Его сын Джорджио Ла Мальфа дважды избирался в парламент, был министром бюджета и экономического планирования, министром по европейским делам, в 1987—1993 и 1994—2001 возглавлял Республиканскую партию.